# 嘘ならやさしく
「嘘ならやさしく」（うそならやさしく）は、杏里26枚目のシングル。1991年8月21日発売。発売元はフォーライフ・レコード。

## 解説
「嘘ならやさしく」は、'91カネボウ化粧品 秋のイメージソングとして、15thアルバム『NEUTRAL』から選曲されリカットされた。その商品はポイントメイクアップブランドとして大ヒットした「T'ESTIMO」で、初代イメージキャラクターも杏里が務めた。
オリジナル盤ではイントロでカーラジオを選局するような音声が流れるが、長すぎることもあり『16th Summer Breeze』のように後年この部分を省略したバージョンが収録されているケースもある。

## 収録曲
作詞：吉元由美 作曲：ANRI 編曲：小倉泰治
1. 嘘ならやさしく
  - '91カネボウ化粧品 秋のイメージソング
2. イヤリング〜tears of two〜
3. 嘘ならやさしく/オリジナルカラオケ
4. イヤリング〜tears of two〜/オリジナルカラオケ

## 関連作品
- NEUTRAL(#1,#2)
- MY FAVORITE SONGS 2(#1)
- 16th Summer Breeze(#1)
- Anri The Best(#1)
- R134 OCEAN DeLIGHTS(#1)
- Surf & Tears(#1)